# Estancia Río Cisnes Airport
Estancia Río Cisnes Airport är en flygplats i Chile.   Den ligger i provinsen Provincia de Coyhaique och regionen Región de Aisén, i den södra delen av landet, 1 200 km söder om huvudstaden Santiago de Chile. Estancia Río Cisnes Airport ligger 750 meter över havet.
Terrängen runt Estancia Río Cisnes Airport är kuperad åt nordväst, men åt sydost är den platt. Trakten runt Estancia Río Cisnes Airport är nära nog obefolkad, med mindre än två invånare per kvadratkilometer..
Omgivningarna runt Estancia Río Cisnes Airport är i huvudsak ett öppet busklandskap.